# Ева Марцинковська-Шмідт
Ева Марцинковська-Шмідт, пол. Ewa Marcinkowska-Schmidt (нар. 3 квітня 1963, Піла) — польська письменниця.

## Життєпис
Народилася в Пілі. Освіту здобула в університеті ім. Адама Міцкевича в Познані, де закінчила факультет права. Здобула диплом ІІ ступення з класу фортепіано в Державній Музичній Школі. Працювала в газеті «Голос Вєлькопольський (Głos Wielkopolski)», де була кореспонденткою у Сан-Франциско.
Її книги були номіновані на нагороду IBBY, перекладені серед інших і на російську мову та виданні в Росії.
Дочка Данути Марцинковської і матір Клавдини Шмідт.

## Публікації
- 2003: Діти чарівниці / Dzieci Czarownicy
- 2003: W kącie ogrodu
- 2005: Зачарований прохід / Zaczarowana wędrówka
- 2006: Кігтем написане / Pazurem spisane
- 2006: O koziołku, który chciał latać
- 2007: У гірському королівстві / W skalnym królestwie
- 2008: Myszka Rozrabiara
- 2008: Загублений Бім Бам / Zagubiony Bim Bam
- 2009: Śliwki robaczywki
- 2009: Байка про курку Золотопірку, яка хотіла нести білі яєчка / Bajka o kurce Złotopiórce, która chciała znosić białe jajka
- 2009: Lawendowy pył
- 2010: Заграй Фредеріку / Zagraj, Fryderyku — байка про Шопена
- 2010: Запах розмарину / Zapach rozmarynu